# Alfredo Álvarez Pérez
Alfredo Álvarez Pérez, nacido en Cortegada, en 1868 y fallecido en Buenos Aires, el 7 de noviembre de 1924, fue un arquitecto, constructor y filántropo gallego.

## Biografía

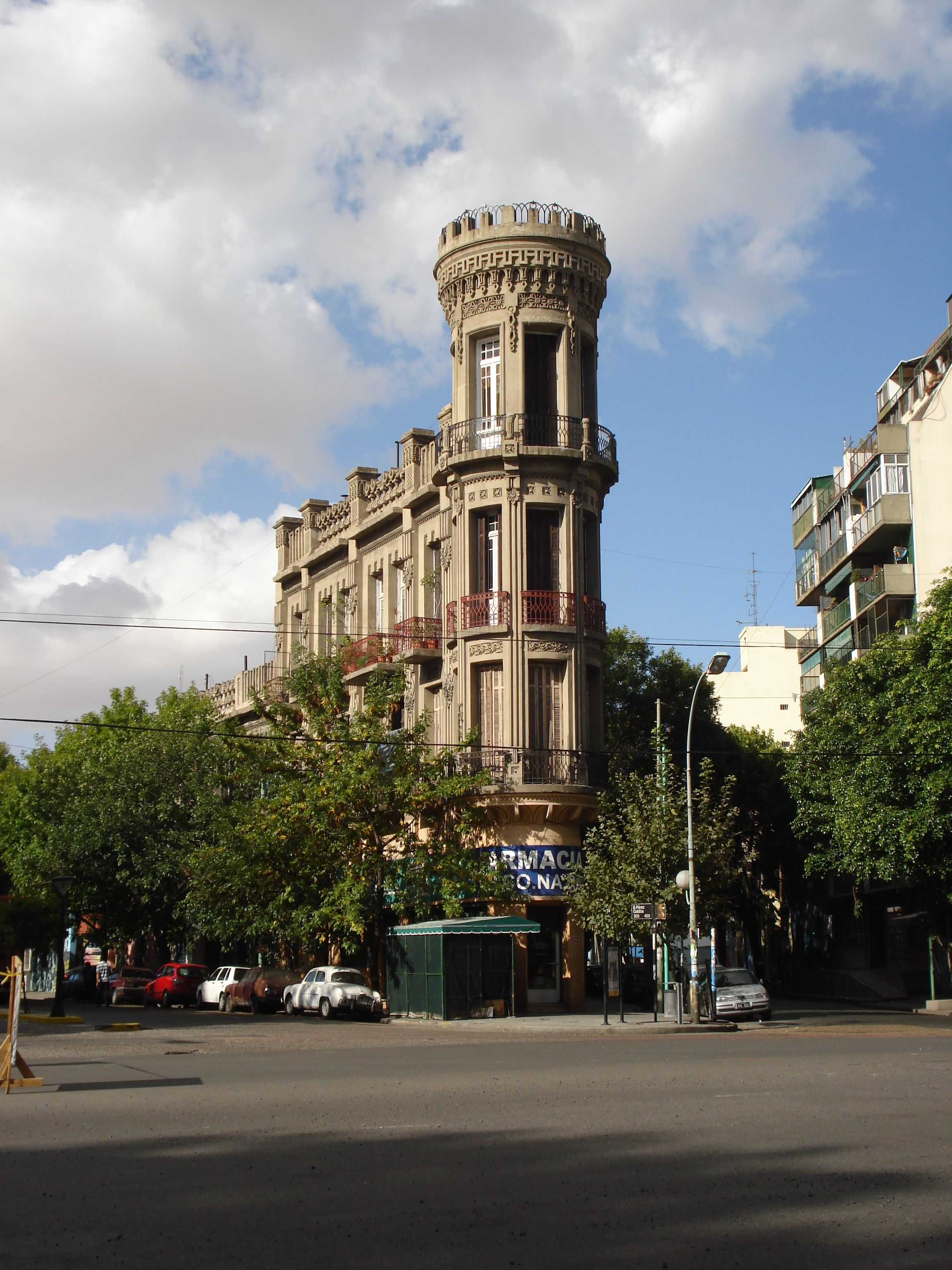
Obra construida por los hermanos Álvarez en la ciudad de Buenos Aires, entre 1915 y 1923.

Emigró a Buenos Aires en 1885 con su padre Alfredo Álvarez Pérez y su hermano Guillermo Álvarez Pérez, construyendo en conjunto una gran cantidad de obras en la ciudad de Buenos Aires, las cuales aún es posible conocer, como la denominada "Torre del Fantasma", en el barrio de La Boca. Inicialmente trabajó como obrero de la construcción y luego se formó como arquitecto. Construyó con su hermano Guillermo la Embajada de España en Buenos Aires. Fue socio fundador del Centro Gallego, para lo cual realizó la donación del terreno donde este se encuentra en la actualidad. Además, fue presidente del Consejo de Administración del Banco Español del Río de la Plata, y participó de la Asociación Patriótica Española y de la Azucarera Argentina. Fue presidente del Centro Gallego de Buenos Aire (1918-1923).